# يوكو إيشيدا
يوكو إيشيدا (باليابانية: 石田燿子؛ بالكانا: いしだ ようこ) هي مغنية يابانية، ولدت في 7 أكتوبر 1973 في نيغاتا في اليابان.

## وصلات خارجية
- الموقع الرسمي
- يوكو إيشيدا على موقع ميوزك برينز (الإنجليزية)
- يوكو إيشيدا على موقع أول ميوزيك (الإنجليزية)
- يوكو إيشيدا على موقع ديسكوغز (الإنجليزية)
- يوكو إيشيدا على موقع ANN person (الإنجليزية)